# Dimitri Dupont
Dimitri Dupont (Brugge, 1955 - 18 juli 2007) was een Vlaams acteur en scenarist. Hij raakte vooral bekend door zijn rol als Wim Spanoghe in Wittekerke. Hij overleed aan kanker.

## Televisie
- Aspe - Procureur Beeckman (2004-2007)
- Familie - Raf Broos (2006)
- Witse - Joris Camerlynck (2006)
- Rupel - Achiel Cocks (2005)
- Lili en Marleen - Dree (1999), Sylvain Catrysse (2003)
- Veel geluk, professor! - Reginald Shirling (2001)
- De Kotmadam - Mijnheer Firmin (1999)
- Wittekerke - Wim Spanoghe (1996-1999)
- Het Park - Bob (1995)
- Ons geluk - Gerechtsdokter (1995)
- Langs de kade (1988)

## Scenarist
- Aspe (2004-2007)
- Witse (2004-2008)
- Wittekerke (1996-1999)

Enkele van de door Dupont geschreven afleveringen werden pas na zijn dood voor het eerst uitgezonden.
Zowel een aflevering van Witse (De Icarus, seizoen 5 ) als Aspe (Requiem, seizoen 4) werden opgedragen aan hem. Voor beide politieseries schreef hij scenario's en speelde hij gastrollen.